# Benjamin Rabier

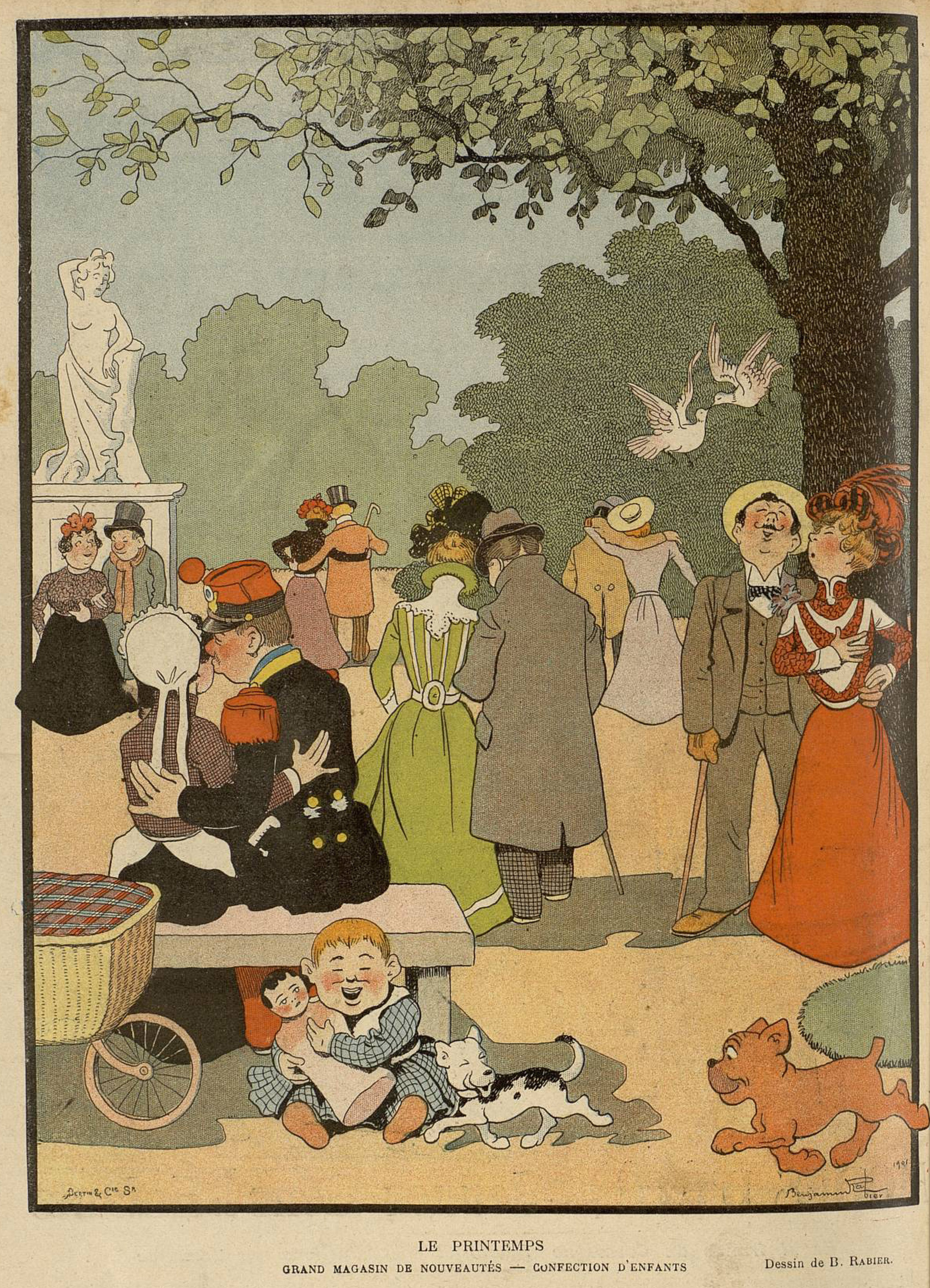
Le printemps (1902) door Benjamin Rabier

Benjamin Rabier (La Roche-sur-Yon, Vendee, 30 december 1864 -  Faverolles, 10 oktober 1939) was een Franse illustrator, stripauteur en animator.
Hij was de zoon van een timmerman, op vijfjarige leeftijd verhuisde de familie naar Parijs. Hoewel hij eerste prijzen won in een tekenwedstrijd (tweemaal in 1879 en 1880), koos hij boekhouden als zijn vak. Hij trouwde in 1894.
Hij werd bekend door het creëren van La Vache Qui Rit en is een van de voorlopers van het tekenen van dierenstrips. Titels van zijn boeken zijn onder andere: Les Animaux S'Amusant, Le Roman de Simeon, Les Contes du Pelican Rouge en Les Contes de la Souris Bleue. Zijn werk inspireerde andere kunstenaars, in het bijzonder Hergé en Edmond-François Calvo. 
Rabier begon als illustrator voor diverse kranten na een ontmoeting met Caran d'Ache.  Met de hulp van deze kunstenaar verschenen zijn eerste tekeningen in tijdschriften als La Chronique Amusante en "Le Gil Blas Illustre. Zijn bekendste creaties zijn Gideon de eend en de personages die hij tekende voor Le Roman de Renart. Hij werd een vaste medewerker van het weekblad Le Rire, maar zijn echte doorbraak kwam als medewerker aan Le Pêle-Mêle in september 1895. Hij tekende ook voor de tijdschriften L'Assiette au beurre en Le Chat Noir.
Hij ging albums produceren en illustreerde de verhalen van Jean de La Fontaine. Hij schreef ook toneelstukken en maakte boekillustraties. Zo ontwikkelde hij het bekende koeienlogo van het kaasmerk La Vache Qui Rit. In 1923 creëerde hij Gedeon, een gans wiens avonturen hij tekende hij tot het einde van zijn leven. Zestien boeken verschenen tussen 1923 en 1939. 
Hij verzorgde ook illustraties voor bladmuziekomslagen. Bij Holkema en Warendorf in Amsterdam verscheen het kinderboek van Marie Hildebrandt, Piet Wipneus en Bobo, geschiedenis van een aap met platen van Rabier.